# 47년

## 연호
- 후한(後漢) 건무(建武) 23년

## 기년
- 후한(後漢) 광무제(光武帝) 23년
- 신라(新羅) 유리 이사금(儒理泥師今) 24년
- 고구려(高句麗) 민중왕(閔中王) 4년
- 백제(百濟) 다루왕(多婁王) 20년

## 사건
- 고구려, 잠지락부의 대가 대승이 1만여 가를 이끌고 낙랑으로 가서 한나라에 항복함.

## 탄생
- 고구려(高句麗) 6대 국왕(國王) 태조대왕(太祖大王)